# 圣维克托拉拜
圣维克托拉拜（法語：Saint-Victor-l'Abbaye，法語發音：[sɛ̃ viktɔʁ labei]）是法国滨海塞纳省的一个市镇，属于迪耶普区。

## 地理
圣维克托拉拜（49°40'26"N, 1°7'13"E）面积8.43 平方千米，位于法国诺曼底大区滨海塞纳省，该省份为法国北部沿海省份，其西部及北部濒大西洋英吉利海峡，东起顺时针与索姆省、瓦兹省、厄尔省和卡爾瓦多斯省接壤。
与圣维克托拉拜接壤的市镇（或旧市镇、城区）包括：布拉克蒂、埃坦皮、弗雷奈勒隆、科地区蒙特勒伊、圣马克卢-德福勒维尔。

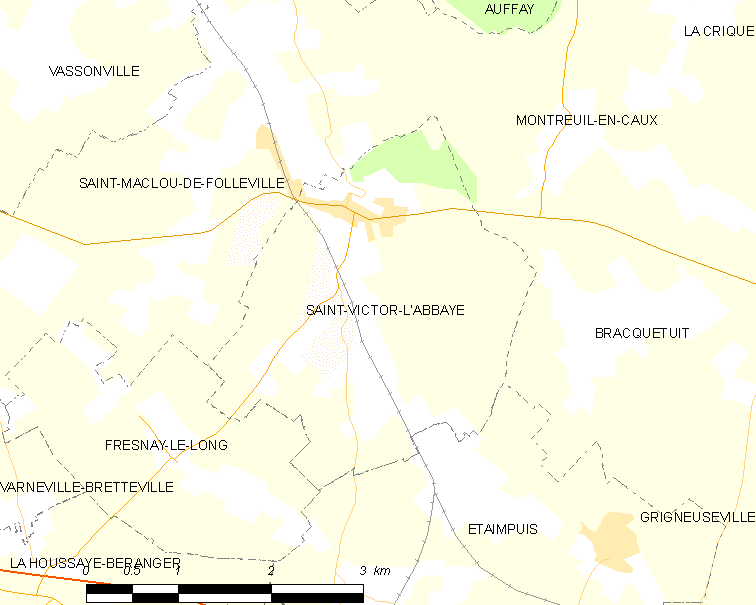
圣维克托拉拜的OSM定位图

圣维克托拉拜的时区为UTC+01:00、UTC+02:00（夏令时）。

## 行政
圣维克托拉拜的邮政编码为76890，INSEE市镇编码为76656。

## 政治
圣维克托拉拜所属的省级选区为吕讷赖县。

## 人口

1962-2008年间圣维克托拉拜人口变化图示

圣维克托拉拜于2022年1月1日时的人口数量为751人。